# Канурич, Беньямин
Бе́ньямин Кану́рич (нем. Benjamin Kanuric; род. 26 февраля 2003, Энс, Верхняя Австрия) — австрийский футболист боснийского происхождения, полузащитник клуба «Ингольштадт 04».

## Клубная карьера
Канурич — воспитанник клубов «Деуц 05», ЛАСК и «Ред Булл Зальцбург». В 2019 году Беньямин перешёл в венский «Рапид». Для получения игровой практики Канурич начал выступать за дублирующий состав. 31 июля 2021 года в матче против ЛАСКа он дебютировал в австрийской Бундеслиге.   

## Международная карьера
В 2022 году Канурич в составе юношеской сборной Австрии принял участие в юношеском чемпионате Европы в Словакии. На турнире он сыграл в матчах против команд Англии, Израиля и Сербии.